# Kadril
Kadril est un groupe belge de folk, originaire de la communauté flamande. Il est formé en 1976 qui se produit dans de nombreux festivals de musique folk en Europe (Dranoutre, Het Lindeboom…)

## Histoire
Le groupe est formé en 1976. Son nom fait référence à la danse de saloon Quadrille, abâtardie en Kwadril ou Kadril en Flandre.
En 2004, l'un des plus grands projets de Kadril, La Paloma negra, voit le jour. Le groupe s'associe aux chanteurs et musiciens galiciens d'Ialma, et plus tard d'Alumea. En octobre de la même année, Eva De Roovere quitte le groupe et est remplacée par Mariken Boussemaere.
En 2005, à peine remis du projet précédent, Kadril entame un projet sur l'émigration en Amérique, un thème qui tient beaucoup à cœur aux frères Libbrecht. Ici aussi, des invités étrangers étaient présents : Szilvia Bognár et Heather Grabham, mais surtout les débuts de la nouvelle chanteuse Mariken Boussemaere. Ce CD s'intitule The Other Coast. En 2006, à l'occasion de leur 30e anniversaire, Kadril est l'invité principal de la Nekka-Nacht au Sportpaleis d'Anvers. Le 7 septembre 2007, ils participent avec Sois Belle (nl) à Moorslede à un concert de bienfaisance en faveur de Sabou Fanyi Guinée.
Au printemps 2009, Kadril sort son nouveau CD, Mariage. Plus tard dans l'année, Mariken Boussemaere quitte le groupe ; elle donne son dernier concert au festival folk Gooikoorts. Karla Verlie devient la nouvelle chanteuse de Kadril. En 2011, Kadril sort la double compilation Grand cru. Celui-ci contient non seulement une sélection de leurs précédents CD, mais aussi de nouveaux enregistrements inédits. L'album Archaï sort en 2014. Le 9 janvier 2017, le guitariste Lieven Huys décède subitement d'une insuffisance cardiaque à l'âge de 50 ans. Lors de la représentation au Na Fir Bolg 2017, Patrick Riguelle se produit à nouveau avec Kadril. 2022 assiste à la sortie du CD Jolie Flamande.

## Membres
- Karla Verlie – chant
- Bart De Cock – cornemuse
- Koen Dewaele – basse
- Erwin Libbrecht – guitare acoustique
- Harlind Libbrecht – mandoline
- Peter Libbrecht – violon
- Pieter Jan Jordens – percussion
- Dirk Verhegge – guitare, banjo

## Discographie
- 1986 : Kadril
- 1991 : De vogel in de muite
- 1994 : Nooit met krijt
- 1996 : De groote boodschape (Live)
- 1999 : Eva
- 2001 : All the best
- 2003 : Pays
- 2004 : La Paloma Negra (album en collaboration avec Alumea)
- 2005 : De Andere Kust
- 2009 : Mariage
- 2014 : Archaï
- 2016 : 40
- 2022 : Jolie Flamande